# 7-регулярный граф Клейна

Квартика Клейна с 56 треугольниками

7-регулярный граф Клейна — регулярный граф степени 7 с 24 вершинами и 84 рёбрами; назван, наряду с двойственным ему 3-регулярным графом, по имени Феликса Клейна.
Граф гамильтонов, имеет хроматическое число 4, хроматический индекс 7, радиус 3, диаметр 3 и обхват 3.  Граф, как и двойственный ему 3-регулярный, можно вложить в ориентируемую поверхность рода 3, на которой он образует граф с 56 треугольными областями, двойственный карте Клейна; символ Шлефли — {3,7}8.
Это единственный дистанционно-регулярный граф с массивом пересечений {\displaystyle \{7,4,1;1,2,7\}}; однако он не является дистанционно-транзитивным.
Группой автоморфизмов 7-регулярного графа Клейна является та же самая группа порядка 336, что и для кубической карты Кляйна, действуя аналогично на полурёбра.
Характеристический многочлен — {\displaystyle (x-7)(x+1)^{7}(x^{2}-7)^{8}}.